# Parlamento de Canadá
El Parlamento de Canadá (en francés, Parlement du Canada; en inglés, Parliament of Canada) es el órgano que ejerce el poder legislativo de Canadá. Está localizado en la colina del Parlamento, en la capital del país, Ottawa (Ontario). 
De acuerdo con el Acta de la Norteamérica británica de 1867, el Parlamento de Canadá está constituido por el Monarca de Canadá, el Senado, y la Cámara de los Comunes.
El monarca es el jefe de Estado del país, representado oficialmente por el Gobernador General. Este aprueba los 105 miembros del Senado, quienes son designados por el primer ministro de Canadá. Los 338 miembros de la Cámara de los Comunes son elegidos directamente por la población del país, cada miembro representa uno de los 338 distritos electorales en los cuales está dividido el país.
La Cámara de los Comunes, o cámara baja, es la rama dominante del Parlamento de Canadá. El Senado, o cámara alta, raramente se opone a las voluntades de la Cámara de los Comunes, y las tareas del Monarca y del Gobernador General son principalmente ceremoniales y simbólicas. El primer ministro y el Gabinete necesitan tener el apoyo de la mayoría de los miembros de la Cámara de los Comunes para permanecer en el cargo, pero no la confianza del Senado o del Monarca.

## Constitución

### La Corona

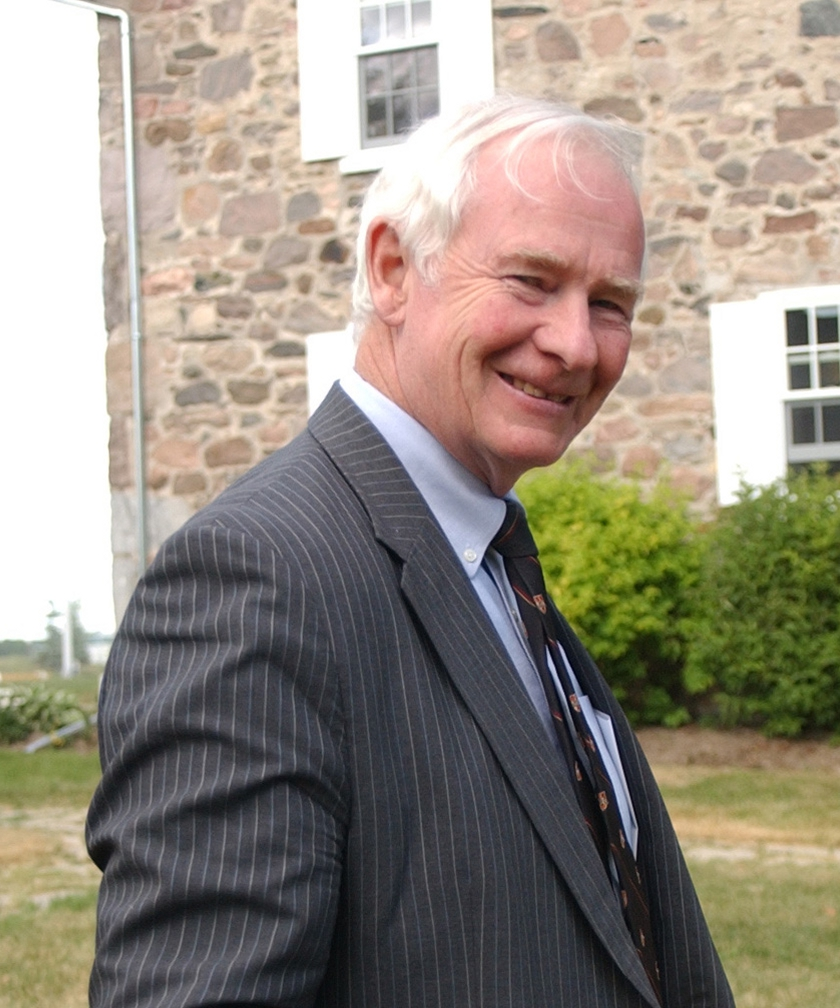
Su excelencia David Lloyd Johnston, 28.º gobernador General de Canadá.

El rey de Canadá, actualmente, Su Majestad el rey Carlos III, representa uno de los tres componentes del Parlamento. Las funciones del monarca son delegadas al Gobernador General de Canadá (en 2010, su excelencia David Lloyd Johnston), que es designado por el rey bajo recomendación del primer ministro. Los gobernadores generales sirven oficialmente tanto tiempo como lo desee el rey, pero en la práctica su término es quinquenal. Aunque el rey y el gobernador general tienen poderes importantes teóricos, lo ejercen en realidad sólo raramente. En lugar de ello, ejercen un papel ceremonial, utilizando su poder político bajo recomendación del primer ministro y del Gabinete.

### El Senado
La Cámara alta del Parlamento de Canadá es el Senado. Su finalidad es representar las provincias, los senadores son seleccionados por el primer ministro y luego nombrados por el gobernador general. Para hacerse senador, es necesario tener por lo menos treinta años de edad, ser súbdito del rey británico y titular de una propiedad de un valor mínimo de 4000 dólares canadienses. El senador debe poseer una tierra y vivir en ella en la provincia en la que está considerado para representar. Aunque anteriormente los senadores eran nombrados de por vida, actualmente cesan en su puesto a la edad de 75 años. Pueden ser destituidos de sus funciones si omiten presentarse a dos sesiones consecutivas del Parlamento.
La constitución agrupa las provincias canadienses en cuatro divisiones distintas, con un número igual de senadores: veinticuatro para Quebec, veinticuatro para Ontario, veinticuatro para las Provincias Marítimas (diez para Nueva Escocia, diez para Nuevo Brunswick y cuatro para la Isla del Príncipe Eduardo) y otros veinticuatro para el Oeste de Canadá (seis para cada uno, Manitoba, Columbia Británica, Saskatchewan y Alberta). Terranova y Labrador, que no se convirtió en una provincia hasta 1949, no forma parte de ninguna división y está representada por seis senadores. Además, los tres Territorios (Territorios del Noroeste, Yukón y Nunavut) poseen cada uno un representante senatorial.
El Senado consiste pues, de forma habitual, en 105 miembros. El gobernador general puede sin embargo aumentar cuatro u ocho senadores al grupo, por su voluntad y de acuerdo con el rey. Las cuatro divisiones deben sin embargo estar siempre igualmente representadas. Este poder fue utilizado únicamente una sola vez en toda la historia canadiense, a petición del primer ministro Brian Mulroney en 1990 para asegurar la adopción de la ley que creaba la "Tasa sobre productos y servicios". El máximo absoluto de senadores no puede sobrepasar los 113 representantes.

### La Cámara de los Comunes

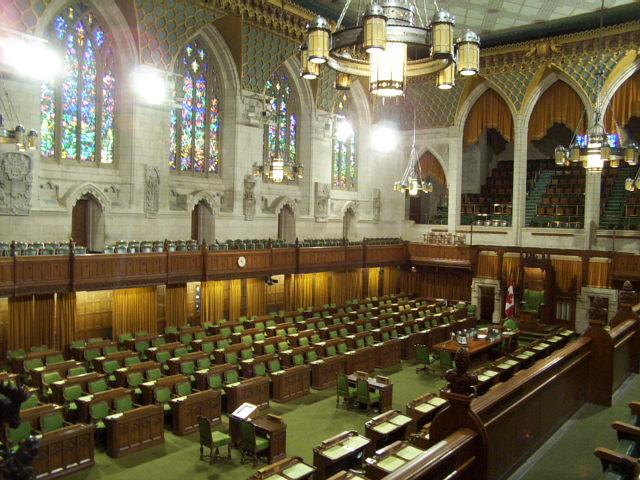
La Cámara de los Comunes está tapizada en verde, color que deriva de la Cámara de los Comunes del Reino Unido.

El componente del Parlamento canadiense elegido democráticamente es la Cámara de los Comunes. Está constituida por diputados que representan cada uno a un distrito electoral distinto y elegidos en el mismo distrito con la ayuda del método de escrutinio uninominal mayoritario a una vuelta. Deben ser obligatoriamente ciudadanos canadienses y de al menos 18 años de edad. Los diputados están en función hasta que dimitan o hasta que el Parlamento sea disuelto, y pueden ser reelegidos un número ilimitado de veces.
La constitución no fija el número máximo de diputados de la Cámara de los Comunes, y es reajustado cada década en función de un censo. La Cámara debe consistir en un mínimo de 282 escaños, de los que tres son reservados para los territorios. Los 279 escaños restantes son asignados a las provincias según su población respectiva. Sin embargo, la "cláusula senatorial" garantiza en cada provincia por lo menos a tantos diputados en la Cámara de los Comunes como senadores posea la provincia. Además, la "cláusula abuela" (en inglés grandfather clause, en francés clause grand-père) también garantiza en cada provincia por lo menos a tantos diputados como tenía allí en 1976 o en 1985. Como consecuencia de estas dos cláusulas, la Cámara de los Comunes por lo tanto excede actualmente el número mínimo de miembros, estando constituida por 308 diputados parlamentarios.
Ningún individuo puede poseer funciones en más de una Cámara del Parlamento. Aunque poseen menos poder, los senadores ocupan una posición más elevada que los diputados en el orden de precedencia del Parlamento. Los diputados son llamados comúnmente Members of Parliament o MPs en inglés.

## Historia

### Parlamento de Kingston
De 1841 a 1843, como consecuencia del Acta de Unión, la ciudad de Kingston fue seleccionada para albergar al parlamento de la Provincia Unida de Canadá o "Canadá Unido". Situado a medio camino entre Montreal y Toronto, representaba un buen compromiso para estas dos ciudades que deseaban convertirse en huéspedes del parlamento. A pesar de esto, su gran proximidad con los Estados Unidos, que la pondría en una posición precaria en caso de enfrentamiento armado (recordemos que en 1812 Estados Unidos atacó a Canadá para reafirmar su soberanía) y su falta de atractivo para los parlamentarios tuvo como consecuencia que el parlamento fuera trasladado tras solo dos años de su mudanza a otro emplazamiento. Los habitantes de la ciudad, deseando conservar su título de capital del Canadá Unido, llegaron a ofrecerle un totalmente nuevo edificio del parlamento al gobierno, pero la elección de los parlamentarios ya estaba hecha.

### Parlamento de Montreal

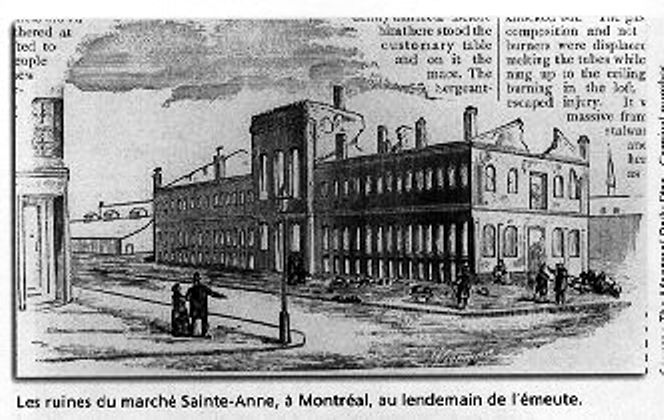
El parlamento de Montreal en ruinas, después del incendio de 1849.

En 1843, se decidió que el parlamento de la Provincia Unida de Canadá sería trasladado a Montreal, en el interior del edificio del Mercado de Santa Ana. El mercado es renovado, se construyen oficinas en la planta baja y salas de asamblea en los pisos. Los parlamentarios se instalan oficialmente el 24 de junio de 1845.
En 1845, sir Allan MacNab presenta un bill (proyecto de ley, como diríamos hoy) en la Cámara con el fin de indemnizar a los habitantes del Alto Canadá que habían sufrido pérdidas materiales a consecuencia de la Rebelión del Bajo Canadá de 1837-1838, excluyendo al Bajo Canadá, donde habían tenido lugar la mayor parte de las rebeliones y los daños. Los torys, entonces en el poder bajo el gobierno de William Henry Draper, no podían concebir que fuera pagada una indemnización a los habitantes del Bajo Canadá, pues eran considerados como rebeldes. El gobierno Draper no pudo sin embargo frenar la urgente demanda de indemnización que venía de los habitantes del Bajo Canadá y prometió liberar un importe de 10 000 £, lo que provocó un clamor de protestas de los dos Canadá, unos que encontraban el importe ridículo, y los otros que se negaban a indemnizar a aquellos a quienes consideraban como rebeldes. En 1847, lord Elgin es enviado a Canadá en sustitución de lord Cathcart, devuelto a Londres. En las elecciones siguientes, que pondrían en el poder una coalición del Partido reformista dirigido por Denis-Benjamin Papineau y de los torys de William Henry Draper. El gobierno, ahora fuerte de una representación franco-canadiense, promulga la Ley sobre la indemnización de las personas que sufrieron pérdidas durante la rebelión de 1837-1838 en el Bajo Canadá, que excluía a los habitantes desterrados o formalmente culpables de traición. Un importe de 100 000 £ es entonces puesto a su disposición. El 9 de marzo de 1847, la proposición es finalmente adoptada por 47 votos a favor y 18 en contra en la Asamblea legislativa y el 15 de marzo por el Consejo legislativo por 20 votos contra 14. El 11 de marzo de 1848, los reformistas, entonces dirigidos por Robert Baldwin y Louis Hippolyte Lafontaine son reelegidos con un gobierno mayoritario. El 25 de abril de 1849, el gobernador general lord Elgin sanciona la ley.
El mismo día, James Moir Ferres, el redactor jefe del diario montrealés "The Gazette" publica una octavilla que llama a manifestarse con violencia contra esta ley en los Champ-de-Mars:
[...] El bill de las pérdidas de la rebelión. 
Y la vergüenza eterna de la Gran Bretaña. 
La rebelión es la ley del suelo. […] 
El fin ha comenzado. Anglosajones, debeis vivir para el futuro, 
vuestra sangre y vuestra raza serán en lo sucesivo vuestra ley suprema, si sois fieles a vosotros mismos. […] 
El pueblo debe reunirse en la Plaza de Armas, esta tarde a las ocho. 
Al combate, es el momento.
El "Times" de Londres iba a denunciar al periódico por esta llamada. Una muchedumbre de por lo menos 1500 personas se reunieron sin embargo en los Champ-de-Mars para protestar contra la adopción de esta ley. Después de unos discursos inflamados, la muchedumbre, dirigida por los tories se presenta delante del Parlamento canadiense situado en la plaza de Youville y lo incendia, después de haber expulsado a los diputados. Una de las bibliotecas más antiguas de Occidente, después de las de la Cámara de los diputados en París y del Congreso en Washington fue destruida. De los casi 22 000 volúmenes que componían la colección, que también comprendía las antiguas colecciones del Alto y del Bajo Canadá, solamente entre 100 y 200 serían salvados, así como un retrato de la reina Victoria. La maza parlamentaria, robada durante los acontecimientos, será finalmente devuelta al Orador del parlamento en su hotel.
Del 26 de abril al 7 de mayo del mismo año, los diputados se reunían en el Mercado de Bonsecours luego en un teatro en la calle Notre-Dame, a la espera de la designación de un nuevo edificio para el parlamento.

### Parlamento de Toronto/Quebec
En 1849, se decidió que la capital sería alternativamente trasladada cada cuatro años entre las ciudades de Toronto y Quebec, antiguas capitales respectivamente del Alto y del Bajo Canadá antes del Acta de Unión. Cada ciudad ya disponía de un edificio que podía alojar al parlamento, por lo que estuvieron mejor dispuestas que en Kingston y mucho mejor establecidas.
La primera sesión parlamentaria se efectuó en Quebec, en el edificio del cuerpo legislativo que también fue víctima de un incendio en 1854. La segunda se efectuó en Toronto. Sin embargo, un parlamento nómada estaba lejos de complacer a todos, entre los que estaban en primer lugar los diputados.

### Parlamento de Ottawa

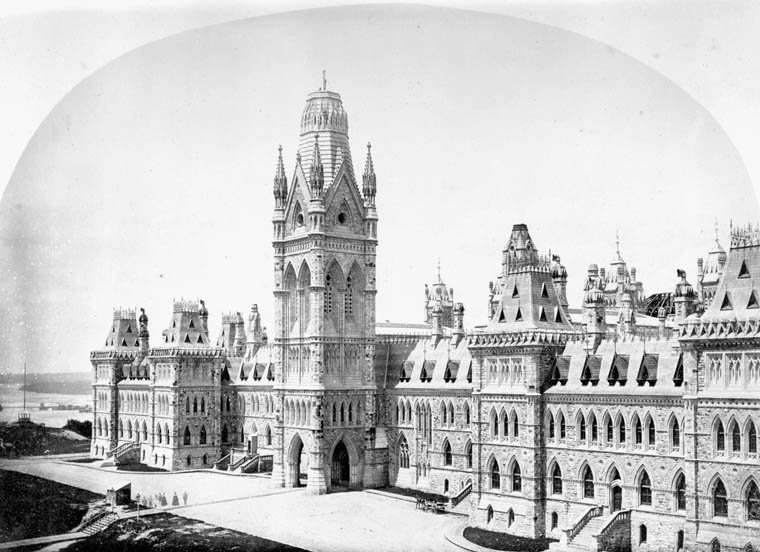
Edificios del parlamento originales, antes del incendio de 1916.

En 1857, el parlamento es trasladado a Ottawa en respuesta a una decisión de la reina Victoria. Esta decisión sorprendente, teniendo en cuenta el carácter rural y alejado de la ciudad en la época, fue criticada por muchos que preferían ciudades mejor establecidas tales como Montreal, Toronto o Quebec.
Su emplazamiento fue escogido en función a su proximidad con la frontera canado-americana y de su emplazamiento limítrofe entre el Alto Canadá (actualmente Ontario) y el Bajo Canadá (hoy Quebec).
La construcción de los edificios del parlamento canadiense actual, sede del gobierno federal, comenzó el 20 de diciembre de 1859 en Barrack's Hill, que se convertiría en la colina del Parlamento. Los trabajos, enormes, no tenían comparación en América del Norte. La primera piedra fue colocada el 16 de abril de 1860 luego, el 1 de septiembre del mismo año, la piedra angular fue colocada por Eduardo VII, príncipe de Gales. De 1861 a 1863, la construcción debió ser interrumpida a causa de los sobrecostes, para acabarse finalmente en 1876.
La primera y única sesión del parlamento de la Provincia Unida de Canadá se llevó a cabo el 6 de junio de 1866, aunque los trabajos no se habían acabado por completo. El 1 de julio de 1867, cuando el estatuto de Dominio británico de Canadá es concedido por Inglaterra en respuesta al Acta de la Norteamérica británica, el Parlamento de Canadá en Ottawa es escogido como sede del gobierno.

#### Acta de la Norteamérica británica de 1867
Es pues sólo en 1867 cuando se forma el parlamento actual, con la unión de la Provincia de Canadá (Canadá Unido), Nueva Escocia y Nuevo Brunswick en una sola entidad, el Dominio de Canadá. El nuevo parlamento así creado está compuesto por la reina de Inglaterra (representada por el gobernador general), el Senado y la Cámara de los Comunes.
Una influencia importante fue la guerra civil estadounidense que, a su término, mostraba a muchos canadienses las lagunas del sistema federal tal como existía entonces en los Estados Unidos. Consecuentemente, el modelo consistente en varios estados fuertes, unidos por un gobierno central más débil, fue rechazado. El Acta de la Norteamérica británica limitaba en efecto el poder de las provincias especificando que toda competencia no explícitamente relegada al nivel provincial volvía de facto bajo la autoridad del gobierno federal.
Sin embargo, si el Acta de la Norteamérica británica dotó de más poder al parlamento federal, el Parlamento británico conservaba su autoridad sobre Canadá: ningún acto canadiense podía derogar una ley proveniente del Reino Unido. Además, el gobierno británico continuaba representando el conjunto del Imperio en el extranjero.

#### Estatuto de Westminster de 1931
Más autonomía fue acordada por el Estatuto de Westminster en 1931. En efecto, el acuerdo le permitía al parlamento canadiense enmendar o rechazar las leyes británicas (únicamente en Canadá). Sin embargo, no le permitía a Canadá modificar su constitución, incluyendo el Acta de la Norteamérica británica (y otras leyes constitucionales que la enmiendan). El parlamento canadiense (federal) debía solicitar al parlamento del Reino Unido votar toda enmienda a la constitución canadiense.
Poderes limitados de enmienda a la constitución fueron acordados por un acto del parlamento británico en 1949, fecha de la entrada de Terranova y Labrador en la federación. Sin embargo no era todavía posible cambiar fundamentalmente la constitución canadiense (una ley británica). Imposible, por ejemplo, redistribuir los repartos de las competencias entre los parlamentos federal y provinciales o el estatuto del francés y del inglés.

#### Ley sobre Canadá (1982)
La última petición de enmienda constitucional por parte del parlamento de Canadá al parlamento británico fue en 1982, con la petición después de la adopción de la ley de 1982 sobre Canadá (Canada Act en inglés). La ley fue sancionada en la Colina del Parlamento por Su Majestad Isabel II el 17 de abril de 1982. Esta ley ponía término a la supremacía de la legislación británica sobre Canadá y la autoridad de enmendar la Constitución fue transferida a las autoridades legislativas canadienses.
La repatriación de la constitución canadiense fue el objeto de largos debates entre el gobierno federal y las provincias, estas últimas no queriendo ver su poder reducirse a polvo en provecho del gobierno central. Numerosas negociaciones se efectuaron para acabar finalmente en una entente entre el primer ministro canadiense Pierre Elliott Trudeau y el conjunto de los primeros ministros provinciales, con la única excepción de Quebec, apartado de las negociaciones en el último minuto. La noche en que sucedieron estos acontecimientos fue llamada simbólicamente "noche de los cuchillos largos", en referencia a la noche de los cuchillos largos alemana acaecida en 1934, durante la cual las personas que amenazaban el estatuto político de Adolf Hitler, fueron apartadas de las altas esferas del partido nazi. Quebec es pues la única provincia que no ha firmado la Constitución canadiense, aunque por su presencia dentro de la federación canadiense, su aplicación tiene allí fuerza de ley lo mismo que en cualquier otra parte de Canadá.
La mayoría de las enmiendas necesitan actualmente el consentimiento del Senado canadiense, de la Cámara de los Comunes canadiense y de los dos terceros de las Asambleas legislativas de las provincias que representan una mayoría (50%+) de la población canadiense. El consentimiento unánime de las Asambleas legislativas provinciales es requerido para ciertas enmiendas, que conciernen particularmente al rey, el gobernador general, los tenientes gobernadores provinciales, las posiciones oficiales de los idiomas inglés y francés, la Corte Suprema de Canadá y las fórmulas de las propias enmiendas.